# Vulgar Display of Power
Vulgar Display of Power (укр. «Груба демонстрація сили») — шостий студійний альбом американського гевіметал-гурту Pantera. Випущений 25 лютого 1992 року через Atco Records, це була друга співпраця гурту з продюсером Террі Дейтом після роботи з ним над проривним альбомом Cowboys from Hell (1990).
Альбом був добре сприйнятий як критиками, так і фанатами, та став найбільш продаваним альбомом Pantera на сьогоднішній день і з часом отримав двічі платиновий статус. У 2017 році журнал Rolling Stone поставив Vulgar Display of Power на 10 місце у своєму списку «100 найкращих метал-альбомів усіх часів».

## Передісторія
Дебют гурту на великому лейблі, Cowboys from Hell, продемонстрував зміну в музичному напрямі колективу: від матеріалу 1980-х під впливом гардроку чи ґлем-метал гуртів, таких як Van Halen і Kiss до суміші Slayer, Metallica та Black Sabbath.

## Запис та продюсування
У 1991 році Pantera повернулися до Pantego Sound Studio, щоб записати свій другий реліз для лейблу Atco — Vulgar Display of Power. Альбом був спродюсований Террі Дейтом, який спеціалізується на жанрах рок та метал і працював з групою над Cowboys from Hell. Дейт також продюсував наступні два альбоми гурту: Far Beyond Driven (1994) і The Great Southern Trendkill (1996). До того, як Дейт почав роботу над альбомом, група продемонструвала три нових треки: «A New Level», «Regular People (Conceit)» і «No Good (Attack the Radical)».
Після двох місяців перебування в студії, Pantera були запрошені виступити перед Metallica, AC/DC та Black Crows на безкоштовному концерті Monsters of Rock у Москві на російському аеродромі Тушино, 28 вересня 1991 року. Потім гурт повернувся до студії, щоб продовжити роботу над альбомом. Вони поїхали до Нью-Йорка, щоб провести мастеринг альбому на Masterdisk. Хоча гітарист Даррел Ебботт на альбомі був вказаний як «Даймонд Даррелл», під час запису альбому він відмовився від цього псевдоніму і взяв ім'я «Даймбеґ Даррелл», а басист Рекс Браун відмовився від псевдоніму «Рекс Рокер».

## Музичний стиль та тексти пісень
Одного разу барабанщик Вінні Пол сказав, що Cowboys from Hell дуже близький до «остаточного звуку Pantera». Коли Metallica випустила свій одноіменний альбом у 1991 році, гурт вважав це розчаруванням для фанатів, оскільки Metallica відмовилася від звучання треш-металу, яке було домінуючим в попередніх альбомах. Pantera відчула, що у них є можливість і прогалина, яку потрібно заповнити; вони хотіли зробити найважчий запис усіх часів.
Риф пісні «Walk» грається в тактовому розмірі 12/8. Даррелл зіграв риф під час саундчеку, коли Pantera гастролювала на підтримку Cowboys from Hell, і решті гурту це сподобалося. Після цього туру гурт повернувся додому та виявив, що деякі друзі вважали, що статус рок-зірки запаморочив їм в голови. Текст пісні був натхненний ставленням цих людей до групи; Повідомлення Ансельмо до них було таким: «Заберіть свою довбану позицію і прогуляйтеся з нею. Тримайте це лайно подалі від мене» (англ. «Take your fucking attitude and take a fuckin' walk with that. Keep that shit away from me.».

## Список пісень
Автор музики і слів Pantera (Філ Ансельмо, Даймбеґ Даррелл, Рекс Браун, Вінні Пол). 
| #     | Назва                          | Тривалість |
| ----- | ------------------------------ | ---------- |
| 1.    | «Mouth for War»                | 3:57       |
| 2.    | «A New Level»                  | 3:57       |
| 3.    | «Walk»                         | 5:14       |
| 4.    | «Fucking Hostile»              | 2:48       |
| 5.    | «This Love»                    | 6:32       |
| 6.    | «Rise»                         | 4:36       |
| 7.    | «No Good (Attack the Radical)» | 4:49       |
| 8.    | «Live in a Hole»               | 5:00       |
| 9.    | «Regular People (Conceit)»     | 5:27       |
| 10.   | «By Demons Be Driven»          | 4:40       |
| 11.   | «Hollow»                       | 5:48       |
| 52:48 |                                |            |

| Бонус-трек видання на честь на 20-тіччя альбому | Бонус-трек видання на честь на 20-тіччя альбому | Бонус-трек видання на честь на 20-тіччя альбому |
| #                                               | Назва                                           | Тривалість                                      |
| ----------------------------------------------- | ----------------------------------------------- | ----------------------------------------------- |
| 12.                                             | «Piss»                                          | 5:07                                            |
| 57:55                                           |                                                 |                                                 |

| DVD видання на честь на 20-тіччя альбому | DVD видання на честь на 20-тіччя альбому | DVD видання на честь на 20-тіччя альбому |
| #                                        | Назва                                    | Тривалість                               |
| ---------------------------------------- | ---------------------------------------- | ---------------------------------------- |
| 1.                                       | «Mouth for War» (Live in Italy)          |                                          |
| 2.                                       | «Domination/Hollow» (Live in Italy)      |                                          |
| 3.                                       | «Rise» (Live in Italy)                   |                                          |
| 4.                                       | «This Love» (Live in Italy)              |                                          |
| 5.                                       | «Cowboys from Hell» (Live in Italy)      |                                          |
| 6.                                       | «Mouth for War» (video)                  |                                          |
| 7.                                       | «This Love» (video)                      |                                          |
| 8.                                       | «Walk» (video)                           |                                          |

## Учасники запису
Pantera
- Філ Ансельмо — вокал
- Даймбег Даррелл — гітари
- Рекс Браун — бас
- Вінні Пол — ударні

Технічний персонал
- Террі Дейт — звукоінженерія, зведення, продюсування
- Вінні Пол — звукоінженерія, зведення, продюсування
- Хаві Вайнберг — мастеринг
- Дуґ Сакс — мастеринг вінілу
- Бред Ґайс — фотографія
- Джо Ґірон — фотографія
- Боб Дефрін — обкладинка
- Ларрі Фрімантл — дизайн

## Чарти
| Чарт (1992—1994)                             | Найвища позиція |
| -------------------------------------------- | --------------- |
| Australian Albums (ARIA)                     | 56              |
| Німеччина German Albums (Offizielle Top 100) | 69              |
| Велика Британія UK Albums (OCC)              | 64              |
| США Billboard 200                            | 44              |

| Чарт (1997)              | Найвища позиція |
| ------------------------ | --------------- |
| Japanese Albums (Oricon) | 54              |

| Чарт (2012)                                | Найвища позиція |
| ------------------------------------------ | --------------- |
| Бельгія Belgian Albums (Ultratop Wallonia) | 196             |

## Сертифікації та продажі
| Регіон                                             | Сертифікація  | Продажі    |
| -------------------------------------------------- | ------------- | ---------- |
| Аргентина (CAPIF)                                  | Золотий       | 30 000^    |
| Австралія (ARIA)                                   | Платиновий    | 70 000^    |
| Канада (Music Canada)                              | Золотий       | 50 000^    |
| Японія (RIAJ)                                      | Золотий       | 100,000    |
| Велика Британія (BPI)                              | Золотий       | 100 000^   |
| США (RIAA)                                         | 2× Платиновий | 2 000 000^ |
| ^відвантаження, що базуються лише на сертифікаціях |               |            |